# البليدة (كتاوة)
البليدة هي إحدى مشيخات المملكة المغربية، تتبع جغرافيا لإقليم زاكورة وإداريًا لكتاوة. يقدر عدد سكانها بـ 15 نسمة حسب الإحصاء الرسمي للسكان والسكنى لسنة 2004.